# شعب فضل (كعيدنة)
شعب فضل هي إحدى قرى عزلة السكابة والحماريين بمديرية كعيدنة التابعة لمحافظة حجة، بلغ تعداد سكانها 159 نسمة حسب تعداد اليمن لعام 2004.